# Benteng Sari
Benteng Sari is een bestuurslaag in het regentschap Lampung Timur van de provincie Lampung, Indonesië. Benteng Sari telt 2561 inwoners (volkstelling 2010).